# ستيف ماكدونالد
ستيف ماكدونالد (11 أكتوبر 1970 بفانكوفر في كندا - ) هو لاعب كرة قدم كندي في مركز الدفاع. شارك مع منتخب كندا تحت 17 سنة لكرة القدم ومنتخب كندا تحت 20 سنة لكرة القدم ومنتخب كندا لكرة القدم. أما مع النوادي، فقد لعب مع فانكوفر وايتكابس (نادي كرة قدم).

## وصلات خارجية
- ستيف ماكدونالد على موقع قاعدة بيانات كرة القدم.إي يو (الإنجليزية)